# Hassaniyeh - Hatya
Hassaniyeh - Hatya (tiếng Ả Rập: الحسانية هتيا) là một ngôi làng Syria nằm ở Al-Janudiyah Nahiyah ở huyện Jisr al-Shughur, Idlib. Theo Cục Thống kê Trung ương Syria (CBS), Hassaniyeh - Hatya có dân số 681 trong cuộc điều tra dân số năm 2004.